# Podogaster major
Podogaster major är en stekelart som beskrevs av Szepligeti 1905. Podogaster major ingår i släktet Podogaster och familjen brokparasitsteklar. Inga underarter finns listade i Catalogue of Life.